# جورج وايلد
جورج وايلد (بالإنجليزية: George Wilde)‏ هو لاعب كرة قدم أمريكية أمريكي، ولد في 26 مارس 1923 في أولني في الولايات المتحدة، وتوفي في 1 مايو 1975 في مقاطعة هاريسون في الولايات المتحدة.

## وصلات خارجية
- جورج وايلد على موقع مرجع كرة القدم المحترفة.كوم (الإنجليزية)